# 地球外生物の世界
『地球外生物の世界』（ちきゅうがいせいぶつのせかい、原題：Alien Worlds）は、ソフィー・オコネドーがナレーションを担当する、イギリスの自然SFドキュフィクション作品。4部作のミニシリーズで、地球の生物の法則を適用することで、太陽系外惑星に生息する地球外生命体がどのような姿をし生活を送っているかを想像し、CGで描写する。2020年12月2日からNetflixで配信が開始された。

## 内容
1エピソードにつき1つの惑星が紹介される。
アトラス
地球よりも大型の惑星で、重力が強く大気も厚く、空中に生態系が構築されている。生息する生物には昆虫のハンディキャップ理論や鷹狩の急降下による狩りなどが適用されている。
ヤヌス
赤色矮星の周囲を公転する惑星で、恒星との距離が近いため潮汐固定が起こり、常に同じ面を恒星に向けて公転している。恒星に向いている面は常に恒星に照らされ、もう一方は恒久的に夜が続き、その中間にトワイライトゾーンが存在する。生命は両半球の条件に適応し、トワイライトゾーンの強い対流風を利用して幼虫を流通させるように進化してきた。ヤヌスに生息する5本脚の生物ペンタポッドには、サソリの毒やホタルの生物発光などの要素が盛り込まれている。
エデン
連星を恒星に持つ惑星で、大気は酸素に富み、生物に理想的な環境を成している。サボテン状の寄生性の菌類に似た生物により、ウサギや蛾に似た生物は恐怖心を失い、結果としてメガネザルに似た生物に捕食される。グッピーを例にした生殖への捕食圧の影響や、ミツオシエ科鳥類とヒトの協力したハチミツの収集、カゲロウの生活環などがモデルとされている。
テラ
発達した文明を持つ異星人が生息する惑星。恒星が高齢であるためハビタブルゾーンから外れつつあり、そのため知的生命体は同じ惑星系の惑星をテラフォーミングして移住しつつある。

## 評価
配信された後の週末に、本作はイギリスにおけるNetflixの番組トップ10の一つとなった。
『フォーブス』誌の Sheena Scott は本作が「面白く非常に有益なSF」であるとし、地球について説明しているノンフィクションの部分が最も面白いと述べ、「我々の惑星について科学者が蓄積させてきた知識の広さ」を見せてくれたと評価した。同様にThrillist (en) の Emma Stefansky も、地球外生命体は面白かったが「最終的に最も興味深かったのは地球を拠り所にした科学」だとした。一方でSFGATEの Dan Gentile は、地球のドキュメンタリーパートは教育的過ぎて惹かれるものではないが、SFパートで興味を引かれると主張した。